# Ehingen
Ehingen (pronunciació alemanya: [ˈeːhɪŋən]) és una ciutat alemanya del districte d'Alps-Danubi situada a l'estat federat de Baden-Württemberg, a la riba esquerra del Danubi, aprox. a 25 km al sud-oest d'Ulm i a 67 km al sud-est de Stuttgart.